# Jesusa Vega
Jesusa Vega González (Madrid, 1957) es una historiadora del Arte, catedrática de Arte Moderno y Contemporáneo en la Universidad Autónoma de Madrid. Autora de numerosas monografías científicas, artículos de investigación y así como de opinión y de divulgación en prensa. Ha sido comisaria de exposiciones y fue directora del Museo Lázaro Galdiano de 2006 a 2010.
Es Premio Juan Andrés de Ensayo e Investigación en Ciencias Humanas.

## El coloso
Tras la polémica levantada en 1993 por la crítica de arte Juliet Wilson Bareau y Manuela Mena, jefa de Conservación de Pintura del siglo XVIII del Prado, al afirmar que El coloso no era de Goya, sino del valenciano Asensio Juliá, Jesusa Vega, en su artículo «La técnica artística como método de conocimiento, a propósito de El coloso de Goya», de 2008, insiste en la autoría de Goya, en línea con la opinión de otros expertos como Federico Torralba, Arturo Ansón y los restauradores Carlos Barboza y Teresa Grasa. Entre otras consideraciones, afirmaba que la polémica se debe a que «a los actuales inquilinos del Museo del Prado no les gusta este Goya y han confundido su gusto personal con la realidad cuestionando, con enorme frivolidad, la documentación y las aportaciones de los historiadores que han enriquecido el conocimiento de El coloso, llegando a una tergiversación de los hechos que podríamos calificar de escandalosa»
En 2009, tras la reafirmación por parte de Mena de que el cuadro no era obra de Goya, en el informe El Coloso y su atribución a Goya y de su inclusión en la página web del Prado, Vega, junto con otro experto en Goya, el británico Nigel Glendinning, publica «¿Un fracasado intento de descatalogar 'El coloso' por el Museo del Prado?», en la revista Goya, editada por el Museo Lázaro Galdiano. En él se critica la postura del Museo del Prado al dar cobertura a un informe carente de argumentos contrastados y puesto en cuestión por muchos especialistas.

En resumidas cuentas, los argumentos a favor de descatalogar El coloso adelantados en el informe no solo no convencen sino que, a la larga, escandalizan con sus errores y argucias. El publicar un texto de este tipo bajo la protección del Prado, como si aquella institución hubiese aceptado ya sus conclusiones, es un paso en falso muy grave y pone en entredicho la confianza que la sociedad ha puesto en el Museo.

En 2013, Vega argumenta en la misma línea en otro trabajo, «El devenir de la Historia del Arte, sus prácticas y sus consecuencias: el caso de Francisco de Goya», publicado junto con Julián Vidal, en el que afirman que «El Museo ha optado por ese escenario comunicacional en el que la información adquiere la apariencia de opinión sustituyendo así el verdadero conocimiento fundado».

Finalmente, en 2021, y sin mayores explicaciones por parte de la Pinacoteca, esta devolvía a Goya la autoría de 'El Coloso'. El periodista Peio H. Riaño, en «El Prado devuelve la autoría de 'El Coloso' a Goya tras 13 años de polémica», califica el episodio de la descatalogación como uno de los más bochornosos de la historia del Museo del Prado. 

La principal defensora de El Coloso como obra de Goya durante todo este tiempo ha sido Jesusa Vega, catedrática de la Universidad Autónoma de Madrid, que ha cuestionado las maneras sin fundamentos con las que el Prado actuó durante la dirección de Zugaza. Ha sido muy crítica con la fórmula de atribuir de Mena a "buen ojo", un método basado más en la retórica que en el rigor. Con ese "ojo" se ha cuestionado la autoría también de La lechera de Burdeos y El Marianito. "La ciencia tiene sus protocolos, y el protocolo científico exige que para investigar haya método y, precisamente, el 'ojo' es la negación del mismo, y en esto hay consenso", ha escrito Vega. Los historiadores del arte del ojo hacen de la ciencia de las atribuciones una "religión de las atribuciones". Cuestión de fe.

## Publicaciones
- 1981: Estampas. Cinco siglos de imagen impresa (documentación y catálogo junto con Juan Carrete Parrondo y Javier Fernández Delgado). Exposición celebrada en las salas del palacio de Bibliotecas y Museos (BNE), diciembre 1981-febrero 1982.
- 1983: La imprenta en Toledo: Estampas del Renacimiento, Toledo, Instituto de Estudios Toledanos
- 1985: El aguafuerte en el siglo XIX: Técnica, carácter y tendencia de un nuevo arte, Madrid, Real Academia de Bellas Artes de San Fernando
- 1990: Origen de la litografía en España: El Real Establecimiento Litográfico, Madrid, Fundación Casa de la Moneda
- 1992: Fatales consecuencias de la guerra, por Francisco de Goya Pintor, Madrid, Turner
- 1992: Museo del Prado: Catálogo de Estampas, Madrid, Museo del Prado
- 2000: Estudiar a los maestros: Velázquez y Goya
- 2008: La Guerra de la Independencia en la cultura española
- 2008: La técnica artística como método de conocimiento, a propósito de 'El coloso' de Goya'.
- 2009: Arte, Lujo y Sociabilidad: La Colección de Abanicos de Paula Florido
- 2010: Ciencia, arte e ilusión en la España Ilustrada, Madrid, CSIC-Polifemo
- 2013: «La España contemporánea: el discurso de una impostura.»[8]
- 2013: «El devenir de la Historia del Arte, sus prácticas y sus consecuencias: el caso de Francisco de Goya.» Con Julián Vidal[1]
- 2014: «Dirigir un museo estatal, menuda condena.»[9]
- 2015: «El Prado vuelve a chocar con Goya.» El Confidencial. Consultado el 9 de mayo de 2017.
- 2015: «Un nuevo tiempo para El Coloso.»[10]
- 2016: Pasado y tradición: La construcción visual del imaginario español en el siglo XIX, Madrid, Polifemo
- 2016: «Goya a su nieto.»[11]